# イオンモール下田
イオンモール下田 （イオンモールしもだ）は、青森県上北郡おいらせ町に所在する、下田タウン株式会社（イオンモール連結子会社）が所有し、イオンモールが運営するショッピングセンターである。

## 概要
1995年（平成7年）、下田町時代にジャスコとメガマート（後にホーマックに転換されたが、既に撤退している）を核店舗としたショッピングセンター『イオン下田ショッピングセンター』（イオンしもだショッピングセンター）として開業。八戸市や十和田市などから近く、第二みちのく有料道路・百石道路の下田百石インターチェンジの近隣に立地している。
開店当初から敷地内に設置されていた大観覧車は付近の道路からよく見え、当施設のランドマークであったが、老朽化のため2005年（平成17年）5月23日に解体。代わりに「風太郎」と命名された風力発電用の風車が設置されたが、2016年（平成28年）9月末をもって撤去されている。
その後、何度か改装･増築を経て、スポーツオーソリティやTOHOシネマズ・おいらせ下田（シネマコンプレックス、旧：イオン下田・TOHOシネタウン）などのテナントが出店している。一時期、百貨店の中三が出店する計画もあったが、イオンの出資を受けて出店したイオンモール秋田内の中三秋田店の業績の伸び悩みを受けて見送られた。
このショッピングセンターの開店を契機として、付近にはロードサイド大型店が続々と進出し、周辺一帯は一大ショッピングゾーンとなった。
開店当初は十和田信用金庫（当時・その後八戸信用金庫に合併され、現在は青い森信用金庫）の有人出張所（下田支店下田ショッピングセンター出張所）が置かれていたが、2007年（平成19年）3月9日をもって廃止され、同年3月12日に同町内における十和田信金店舗空白域だった北部地区へ移転し「青葉支店」（出張所を支店に昇格・改称）が開設された。
また、2007年9月22日にはダイヤモンドシティ社との合併に伴う施設名称の見直しにより、『イオン下田ショッピングセンター』から現在の『イオンモール下田』に改称された。なお、案内看板については、順次新名称への変更が行われたが、バス停留所の名称の変更については、2009年度の十和田観光電鉄（十鉄バス）のダイヤ改正時に実施された。
2013年6月と2016年11月、2024年4月には、全館リニューアルを行い、新たに入店した店舗がある他、リニューアル工事を行った店舗もある。

## 沿革
- 1995年（平成7年）4月22日 - イオン下田ショッピングセンターが開店。
- 1996年（平成8年）1月1日 - ジャスコのGMS店舗としては初となる、ジャスコ下田店にて元旦営業を実施[7]。
- 2001年（平成13年）
  - 4月29日 - イオン下田TOHOシネタウン（現：TOHOシネマズおいらせ下田）が開館。
  - 6月21日 - イオン興産株式会社がイオンモール株式会社に商号変更。
  - 8月21日 - ジャスコ株式会社がイオン株式会社に商号変更。
- 2007年（平成19年）9月22日 - 運営会社イオンモール社がダイヤモンドシティ社との合併に伴い、施設名称をイオンモール下田に改称。
- 2008年（平成20年）8月21日 - イオン株式会社の純粋持株会社移行により、イオンリテール株式会社が小売事業部門を継承[8]。
- 2011年（平成23年）3月1日 - 核店舗の名称を「ジャスコ下田店」から「イオン下田店」に変更。
- 2015年（平成27年） - 開店20周年。
- 2020年（令和2年）3月1日 - イオン東北株式会社発足に伴い、「イオン下田店」食品売場をイオン東北に移管。
- 2021年（令和3年）
  - 5月18日 - 三沢警察署員や青森県警警備部機動隊、従業員など計110人にて、不審者や不審物に対する合同訓練を実施[9]。
  - 9月1日 - イオン東北とイオンリテール東北事業本部の統合[10]に伴い、「イオン下田店」の管理・運営および衣料、住居余暇、H&BC各売場をイオン東北に移管。
- 2023年（令和5年）7月6日 - 青森県南地方初出店となる「サイゼリヤイオンモール下田店」オープン[11]。
- 2024年（令和6年）
  - 1月8日 - 青森県内唯一の店舗であった「タワーレコード下田店」が閉店[12]。
  - 4月26日 - 「イオンモール下田店」リニューアルオープン[6]。新規出店や移転、改装を含め15店舗がオープン[6]。

## 主なテナント
2016年12月8日現在
出店テナント全店の一覧・詳細情報は公式サイト「ショップリスト」を、営業時間およびATMを設置する金融機関の詳細は公式サイト「営業時間・サービス案内」を参照。

### イオン下田店
1階売場は専門店を挟んで東側の衣料館と西側の生活館・食品館に分かれている。2階売場は東側の衣料館のみとなっている。

### TOHOシネマズおいらせ下田
2001年4月29日に開館した7スクリーン／1,432席（車椅子14席）を有するシネマコンプレックス。

#### 沿革
- 2001年（平成13年）4月29日 
「イオン下田TOHOシネタウン」（運営・経営：東宝東部興行）として開館。旧下田町は当館以前に映画館が一軒も存在しておらず、合併相手となった百石町には「百石劇場」が1929年から1969年頃まで40年間存在したのみであった[注 1]。
- 2002年（平成14年）3月1日 - 運営・経営が東宝東日本興行へ移管。
- 2008年（平成20年）3月1日 - 運営・経営がTOHOシネマズへ移管。
- 2008年（平成20年）7月8日 - 「TOHOシネマズおいらせ下田」に改称。
- 2023年（令和5年）11月29日 
この日まで長らく日本最北端のTOHOシネマズ直営館だったが、翌日にグランドオープンした「TOHOシネマズすすきの」（北海道札幌市・COCONO SUSUKINO内）にその座を明け渡した[14]。

| スクリーン | 座席数 | 車椅子席 | サイズ(m) | サイズ(m) | 備考               |
| スクリーン | 座席数 | 車椅子席 | 縦        | 横        | 備考               |
| ---------- | ------ | -------- | --------- | --------- | ------------------ |
| 1          | 360    | 2        | 5.2       | 12.6      | MasterImage 3D対応 |
| 2          | 251    | 2        | 5.2       | 12.5      | MasterImage 3D対応 |
| 3          | 147    | 2        | 3.7       | 8.8       |                    |
| 4          | 188    | 2        | 3.7       | 8.8       |                    |
| 5          | 163    | 2        | 3.7       | 8.8       |                    |
| 6          | 172    | 2        | 3.7       | 8.8       | MasterImage 3D対応 |
| 7          | 151    | 2        | 3.7       | 8.8       |                    |

### 過去に出店していたテナント
- メガマート→ホーマック
- ハッピネス（ピーコック）
- 有線コーナー
- 北のれん（中三）
- 音楽堂
- BLUE HOUSE

## 周辺施設
- 青森県立百石高等学校
- おいらせ町役場 分庁舎（旧：百石町役場）
- 下田温泉ゆーらくえん
- タケダスポーツ下田店
- タテ石材下田店
- 東京インテリア（旧・千葉室内ギガアウトレット下田店）
- 百石道路・第二みちのく有料道路：下田百石インターチェンジ

## 交通アクセス

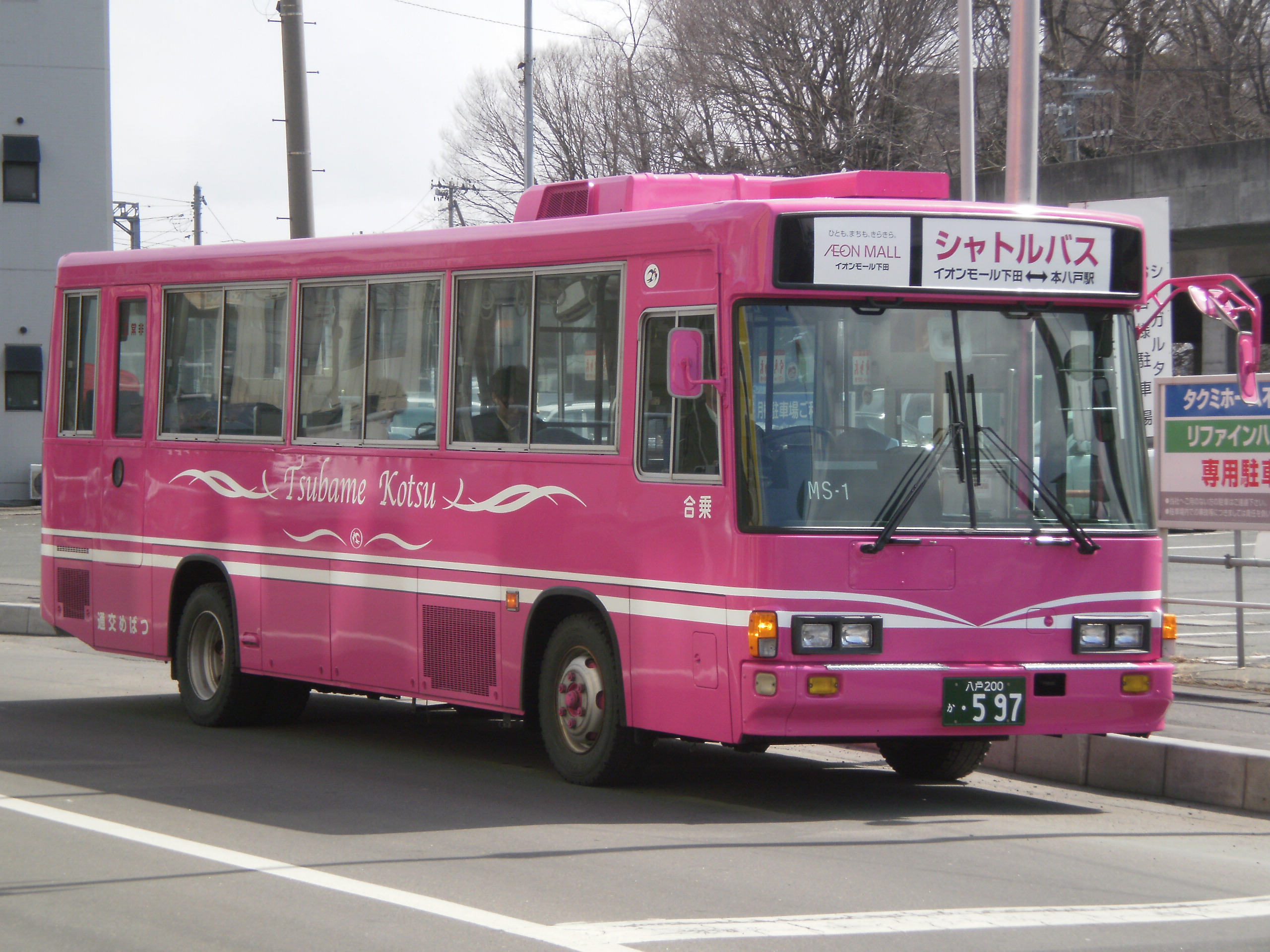
SCと本八戸駅との間を結ぶシャトルバス。つばめ交通が運行
本八戸駅専用のりばにて（2011年3月）
名古屋市営バスからの移籍車

- おいらせ町民バス（南部バス委託）に乗車した場合、「イオンモール下田」（食品館南口付近）下車。
- 十和田観光電鉄バス利用
  - 十和田 - 八戸線に乗車した場合、　「イオンモール下田前」（国道45号線側）下車。
  - 三沢 - 百石線に乗車した場合、　「イオンモール下田前」（下田温泉ゆーらくえん前側）下車
  - 三沢市 - イオンモール下田　シャトルバス[15]に乗車した場合、　「イオンモール下田」（食品館南口付近）終点下車。
- 本八戸駅からイオン下田SCシャトルバス（つばめ交通が運行）「イオンモール下田」（食品館南口付近）終点下車（途中での乗降は不可）。
  - 本八戸駅から往復で利用する場合、帰りの片道分が無料となる乗車券の配布サービスがある（詳細）。